# Karibiska kliniken
Karibiska kliniken (1992–1993) (Originaltitel "Going to Extremes"), var en amerikansk drama-komediserie i 17 delar. Denna dramakomedi handlade om amerikanska medicinstudenter som genomgår sin läkarutbildning på en tropisk ö i Karibien. De studerade på det fiktiva "Croft University". Den sändes på SVT Kanal 1 på 1990-talet.

## Skådespelare (i urval)
- Erika Alexander - Cheryl Carter
- June Chadwick - Dr Alice Davies
- Roy Dotrice - Dr Henry Croft
- Camilo Gallardo - Kim Selby
- Charles Keating - Dr Van Der Weghe
- Carl Lumbly - Dr Norris
- Andrew Lauer -Charlie Moran
- Robert Duncan McNeill - Colin Midford
- Joanna Going – Kathleen McDermott